# SPAR (Magyarország)
A SPAR Magyarország Kereskedelmi Kft. a SPAR nemzetközi élelmiszer-üzletlánc  magyarországi tagvállalata.
A hollandiai székhelyű nemzetközi élelmiszer-üzletlánc Európában, Ausztráliában, Afrikában és Ázsiában, ezen földrészek 48 országában, köztük Magyarországon is jelen van. A világ legnagyobb élelmiszer-kiskereskedelmi láncainak egyike.
A SPAR Magyarország Kereskedelmi Kft. jelenleg több mint 14 ezer alkalmazottat foglalkoztat, összes eladóterének nagysága pedig megközelíti a 450 ezer négyzetmétert. 2024. december 31-én a SPAR Magyarország összesen 347 saját üzemeltetésű áruházzal rendelkezett (36 INTERSPAR hipermarket, 311 SPAR és City SPAR szupermarket), illetve franchise programjának égisze alatt 305 áruház működött (SPAR partner, SPAR market, OMV SPAR express, és Orlen DESPAR), mely így összesen 652 SPAR üzletet jelent.
A Coface CEE Top500 rangsor szerint 2021-ben és 2022-ben Magyarország 19. és Közép- és Kelet-Európa 121., illetve 152. legnagyobb forgalmú vállalata.

## Története

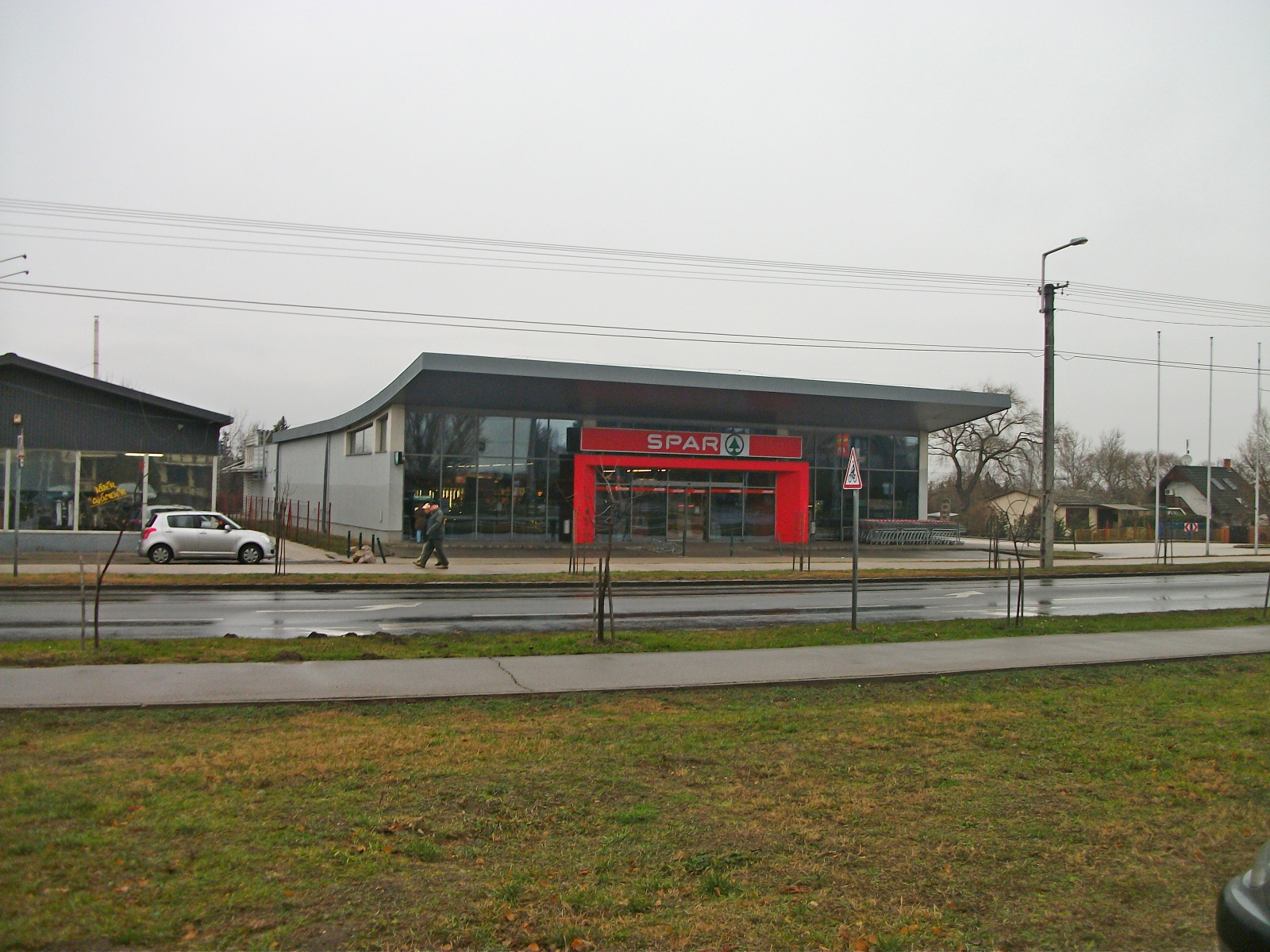
A SPAR gárdonyi épülete

A magyarországi leányvállalat működését az 1990-ben alapított ASPIAG (Austria SPAR International AG) vezényli, amely az 1990-es évek elején Magyarországon, Szlovéniában és Észak-Olaszországban hozott létre egy, a tulajdonába tartozó SPAR hálózatot, 2005 óta pedig Horvátországban is jelen van.
A SPAR Magyarország Kereskedelmi Kft. alapításának napja hivatalosan 1990. december 14.

### Az első lépések Magyarországon (1991–1997)
A SPAR az első magyarországi üzletét Tatán, az Ady Endre utca 20. szám alatt nyitotta meg 1991. október 30-án, miután a cég többségi tulajdonrészt szerzett a Generál Kereskedelmi Rt.-ben, amely akkoriban Komárom-Esztergom megye élelmiszerüzleteinek jelentős részét is üzemeltette (egyéb profilú üzletek mellett). A SPAR üzletlánc fejlesztési stratégiáját a minőség mellett a mennyiség határozta meg, egyértelmű törekvés a mai napig a jól megközelíthető, lakóhelyek közelében és központi csomópontokban elhelyezkedő, változatos alapterületű üzletek nyitása. A cég 1991 és 1993 között Komárom-Esztergom megye Generál élelmiszerüzleteinek jelentős részét SPAR-rá alakította. 1993-ban nyílt első két üzlete a megyén kívül: Székesfehérváron, valamint Budapesten, Őrmezőn. 
1994-ben nyitotta meg a SPAR első, az áruellátás feladatait biztosító, hazai logisztikai központját Bicskén. Ez a raktárbázis a SPAR hálózattal együtt folyamatos korszerűsítések mellett bővül, napjainkra már a társaság adminisztratív központjának is helyet ad.
1995-ben nyílt meg az első INTERSPAR, a hajdani győri szövőgyárból átépített INTERSPAR Centerben. A SPAR áruházlánc lakóhelyközeli, hipermarket jellegű áruháztípusának első tagját két évvel évvel később, 1997-ben követte az első budapesti egység is a vállalat érdekeltségébe tartozó kispesti Europark bevásárlóközpontban, melynek 2017 óta Shopmark a neve.

### További felvásárlások és terjeszkedés (1998–2008)
A cégcsoport rengeteg felvásárlási hullámot hajtott végre működése kezdete óta. Első jelentősebb akvizíciója az izraeli tulajdonban álló Super Közért hálózatának felvásárlása volt 1998-ban, ugyanezen évben vásárolta meg a szegedi üzletláncot üzemeltető Éliker-t is. Ennek köszönhetően ma a vidéki városok közül Tatabányán és Szegeden rendelkezik a legerősebb pozíciókkal.
1998-ban jelentős mérföldkőhöz érkezett a SPAR, mikor a századik üzletét nyitotta meg Magyarországon. A pilisvörösvári üzlet nyitása más szempontból is különlegességnek számított, ugyanis a hazai élelmiszer kiskereskedelemben addig nem megszokott módon, franchise formában kezdte meg működését, a Hertzman Kereskedelmi Kft.-vel kötött partneri megállapodás keretében.
2002 végén a cég átvett és átalakított tizennégy Billa üzletet, valamint 2003-ban a Tengelmann csoporttól 22 Kaiser’s szupermarketet vásárolt meg. Míg a Billa üzleteket azonnal SPAR néven üzemeltette tovább, a Kaiser’s láncot – többek között nagy budapesti lefedettsége és jó híre miatt – tovább üzemeltette 2011 végéig, a SPAR csoport almárkájaként. A Kaiser’s arculatáról ismert „piros kávéskanna” figura 2012 elején tűnt el, számos üzlet került felújításra a hálózatból. A hálózatból két üzlet nem érte meg a SPAR-rá alakulást: 2007-ben, az újbudai Skála áruház bezárásakor a Kaiser’s első és legnagyobb üzletét kellett bezárni (itt 2009-re az Allee bevásárlóközpont épült fel, amelynek alagsorában már INTERSPAR hipermarket helyettesíti a Kaiser’s-t), valamint 2005-ben zárt be a Váci úti Kaiser’s.
2008-ban a Tengelmann-csoport – a Kaiser’s-ek volt tulajdonosa – a Plusból is kiszállt, ezekre az üzletekre szintén a SPAR tartott igényt. Habár a SPAR szupermarketlánc és a Plus diszkontlánc üzleti stratégiája között nagy különbség volt, hálózataik nagyon jól kiegészítették egymást, és a felvásárlásnak köszönhetően a SPAR megduplázhatta üzletei számát. A Plus márkát egy évig használta a SPAR, ezalatt folyamatosan növelte a hálózat áruválasztékát, és a Plus saját márkáit folyamatosan SPAR-os márkákkal cserélte le.
A alacsonyabb árfekvésre törekvő Plus lánc alapvetően két különböző hátterű üzlettípust üzemeltetett, a lakótelepeken található hajdani ABC élelmiszeráruházak privatizációja során nyert, megközelítőleg 300 és 500 m2 közötti alapterületű üzleteket, továbbá a saját építésű, 1000 m2 méretű diszkont üzleteket. Ezeket folyamatosan igyekezett egységesíteni.

### Új élelmiszertermelő üzemek és logisztikai központ
2004-ben újabb egységgel bővült a bicskei központ, mikor a SPAR a hazai kereskedelmi láncok között azóta is egyedüliként megnyitotta saját húsüzemét, mely lehetővé teszi a SPAR hálózat különféle húsárukkal való folyamatos ellátását.
A logisztikai kihívásokra a 2008-ban nyílt üllői logisztikai központ felépítése jelentett megoldást, s habár a Plus ugyanebben az évben történő felvásárlásával annak a budapesti Jászberényi úton található logisztikai központja is a SPAR tulajdonába került, azt nem üzemeltette tovább.
A 2017 júliusában építeni kezdett üzem 2018-ban kezdte meg működését Üllőn. A zöldmezős beruházásként épített üzem mintegy 1 500 m2, költsége 1,2 milliárd forintott tett ki. A létesítmény megfelel a legmagasabb élelmiszerbiztonsági követelményeknek, jelenleg két csomagolósorral működik és 50 munkatársat foglalkoztat. Naponta 4 tonna majonézes saláta (15 féle) és 20 ezer szendvics (15 féle) készül itt.

### Új üzlettípusok, elindul a franchise program, új üzem nyílik (2009–2015)
A SPAR Csoport heterogén múltú üzleteit figyelembe véve 2009-től kezdve fokozatosan újabb kategóriákat vezetett be az egyes üzlettípusok hatékonyabb elkülönítése érdekében. Az üzletek nagy részét, jellemzően a klasszikus SPAR, illetve a kisebb, hajdani lakótelepi Plus boltokat ket továbbra is SPAR néven üzemeltette tovább, majd később, 2012-ben a tulajdonába került volt Kaiser’s egységek is ugyanezen márkanév alatt folytatták a működésüket. Érdekesség, hogy Ausztriában a SPAR az 1 000 m2 feletti méretű üzleteit EUROSPAR néven illeti (így a nagyobb Plus diszkontok és Kaiser’s szupermarketek is ezt a nevet kaphatták volna), de a magyarországi vezetés ezt a nevet nem vezette be.
2006 óta több belvárosi üzletét exkluzív módon újította fel, amelyek rengeteg saját készítésű terméket, például salátákat árusítanak. Ezeket a kisebb üzleteket City SPAR néven illeti a lánc. Ilyen például Budapesten a volt Ráday utcai Plus diszkont helyén nyílt City SPAR, vagy a Móricz Zsigmond körtéri korábbi Super Közért helyén nyitott üzlet.
2012-ben a SPAR eredeti – a hollanddal megegyező típusú – üzleti szemléletét ismertette Magyarországon, a SPAR partner program létrehozásával. A cég 1932-es alapításakor a „Kölcsönös együttműködéssel mindenki nyer” jelmondatra épített Hollandiában (Door Eendrachtig Samenwerken Profiteren Allen Regelmatig). Ezen holland szavainak kezdőbetűi a DESPAR betűszót adják ki, ami hollandul fenyőt jelent. A koncepció szerint a SPAR minél több független kiskereskedőt vonna hálózatába franchise rendszerben, úgy, hogy azok megtartják függetlenségüket, miközben élvezhetik a SPAR által nyújtott előnyöket: a heti hatszori áruszállítás, a marketing- és logisztikai támogatást, vagy a SuperShop hűségprogramot. Wittner Márton móri kiskereskedő üzletei mellett azóta számos üzlet nyílt a SPAR partner program keretein belül, amellyel a SPAR nem titkoltan az eredeti SPAR szemléletet lemásoló CBA riválisává kíván válni.
2013-ban a SPAR új üzlettípust mutatott be, az Ausztriában a Shell benzinkútlánccal már közösen bemutatott „expressz” üzlettípusát, a SPAR express-t. Az OMV SPAR express az OMV töltőállomásokon működő üzlettípus, ahol az alaptermékek mellett SPAR saját márkás termékek is kaphatóak, és ez utóbbiak a SPAR áruházakban tapasztalható árakon. A későbbiekben a SPAR a Lukoil benzinkúthálózattal is folytatta együttműködését, a SPAR Express üzletkategória ott LUKOIL DESPAR néven fut, mely 2022 végétől már Orlen DESPAR néven érhető el, a magyarországi Lukoil hálózat felvásárlása miatt.
2015-ben tovább bővült a bicskei húsüzem, az új fejlesztések részeként szeletelő részleg és oktatóközpont került kialakításra. 2018-ban vadonatúj egységgel, az üllői SPAR Enjoy convenience üzem megnyitásával bővítette termékkínálatát és áruellátási kapacitását a vállalat.
2020. november 2-án a SPAR tulajdonába került a Zimbo Húsipari Termelő Kft. perbáli üzemegysége, amely ezentúl SPAR Regnum Húsüzem néven üzemel tovább. Az itt dolgozó mintegy 200 munkavállaló már a SPAR égisze alatt tevékenykedik. Velük együtt a SPAR csapatát az élelmiszertermelés üzletágban így már mintegy 600 szakember erősíti. A bővüléssel nagyobbá vált a saját márkás termékválaszték és erősödött a magyar termék szortiment.

## Üzlettípusok
| Üzlettípusok            | Darabszám |
| ----------------------- | --------- |
| SPAR szupermarket       | 282       |
| City SPAR szupermarket  | 29        |
| INTERSPAR hipermarket   | 36        |
|                         |           |
| OMV–SPAR express        | 87        |
| ORLEN–DESPAR            | 70        |
| SPAR market             | 92        |
| SPAR partner            | 56        |
|                         |           |
| Saját üzemeltetésű:     | 347       |
| Franchise üzemeltetésű: | 305       |
| Összesen:               | 652       |

### SPAR szupermarket
A SPAR szupermarket a SPAR Csoport lakóhely közeli, döntően napi ellátásra szakosodott, kereskedelmi szolgáltatást nyújtó üzlettípusa. Ezen áruházak nagyrészt 400–1 200 m2 közötti eladóterű kiskereskedelmi egységek, amikből 345 található Magyarországon. Igen szélesen változik az üzletek alapterülete (pl. a Váci út 138. alatti üzlet mindössze 200 m2, míg a szegedi Árkádban található üzlet 2 000 m2-en működik), ennek ellenére a cég törekszik a magas színvonalú választék fenntartására.

### City SPAR szupermarket
A City SPAR elsősorban a nagyvárosi, belvárosi csomópontokat rendszeresen érintő bevásárlók igényeinek kiszolgálására jött létre. Az eladótérben új termékkörrel találkozhatnak a vásárlók. A termékek között helyet kaptak az azonnal fogyasztható élelmiszerek is (kész szendvicsek, pizzák, saláták, helyben sütött pékáruk, grillezett ételek, hidegkonyhai készítmények). Megközelítőleg 200–400 m2 alapterületűek.

### INTERSPAR hipermarket
Ez a SPAR áruházlánc legnagyobb alapterületű, lakóhelyközeli, hipermarket jellegű áruháztípusát jelenti. Az INTERSPAR-ok gyalogosan és tömegközlekedési eszközzel is jól megközelíthetők, parkolóhellyel ellátottak. Az INTERSPAR üzletek 5 000–10 000 m2 alapterületűek. Habár ezen területen a két fő versenytárs jellemzően a Tesco és az Auchan, bizonyos tekintetekben különbözik tőlük. Egyrészt, a Tesco és Auchan üzletei „full-sortiment” jellegűek (egyszerre árulnak minden termékkategóriában, kertosztállyal, ruházati osztállyal, könyvosztállyal bírnak), másrészt egy-egy kivételt eltekintve (például ilyen a Tesco a Campona-ban, illetve az Arena Mallban, valamint az Auchan a Savoya Parkban) mindegyik üzlete a városok szélén található, saját nagyobb épületekben.
Ezzel szemben az INTERSPAR üzletek főleg az élelmiszer kategóriában erősek, ezeket kiegészítik ugyanakkor műszaki termékek, valamint szezonális termékek árusításával is, ugyanakkor nem utóbbiak a fő profiljuk. Az INTERSPAR hipermarketek gyakran meglevő bevásárlóközpontokban üzemelnek (például Árkád Budapest, Árkád Győr, Árkád Pécs, Shopmark, GoBuda Mall). Saját épületekben is üzemelnek ugyanakkor, ahol több kisebb üzletet üzemeltető bérlő is jelen van.

### OMV SPAR express – Orlen DESPAR
Ezen formátumok kizárólag töltőállomásoknál fordulnak elő. Ezek az üzletek átlagosan 200–400 m2 alapterületűek.

### SPAR market
Ez az üzletlánc főleg kisvárosokban, falvakban található. A SPAR marketek átlagosan 100–200 m2 alapterületűek.

### SPAR partner
A SPAR partnerrel legtöbbször városokban találkozhatunk. Ezek az üzletek mindössze 200–550 m2 alapterületűek.

## Terjeszkedési stratégiája
A SPAR legfontosabb felvásárlásai a következők voltak: a Generál Kereskedelmi Rt. többségi, majd teljes tulajdonrészének megszerzése (1991-től), Super Közért (1998), a szegedi Éliker (1998), a korábban a Rewe-csoport (a Penny Market anyavállalata) által birtokolt Billa (2002), valamint a korábban a Tengelmann-csoport által birtokolt két lánc, a Kaiser’s (2003) és a Plus (2008) akvizíciója. 2013-ban a Match budapesti bevásárlóközpontokban található, legforgalmasabb egységeit vette át (Mammut, Westend, MOM Park, SUGÁR Üzletközpont). A MOM Park és a Mammut bevásárlóközpontokban található üzletét a SPAR egyedi építészeti megoldással alakította ki, ami nemzetközi elismerést is kapott.